# 17004 Sinkevich
A 17004 Sinkevich (ideiglenes jelöléssel 1999 CR61) a Naprendszer kisbolygóövében található aszteroida. A LINEAR projekt keretében fedezték fel 1999. február 12-én.